# Grönlands naturinstitut

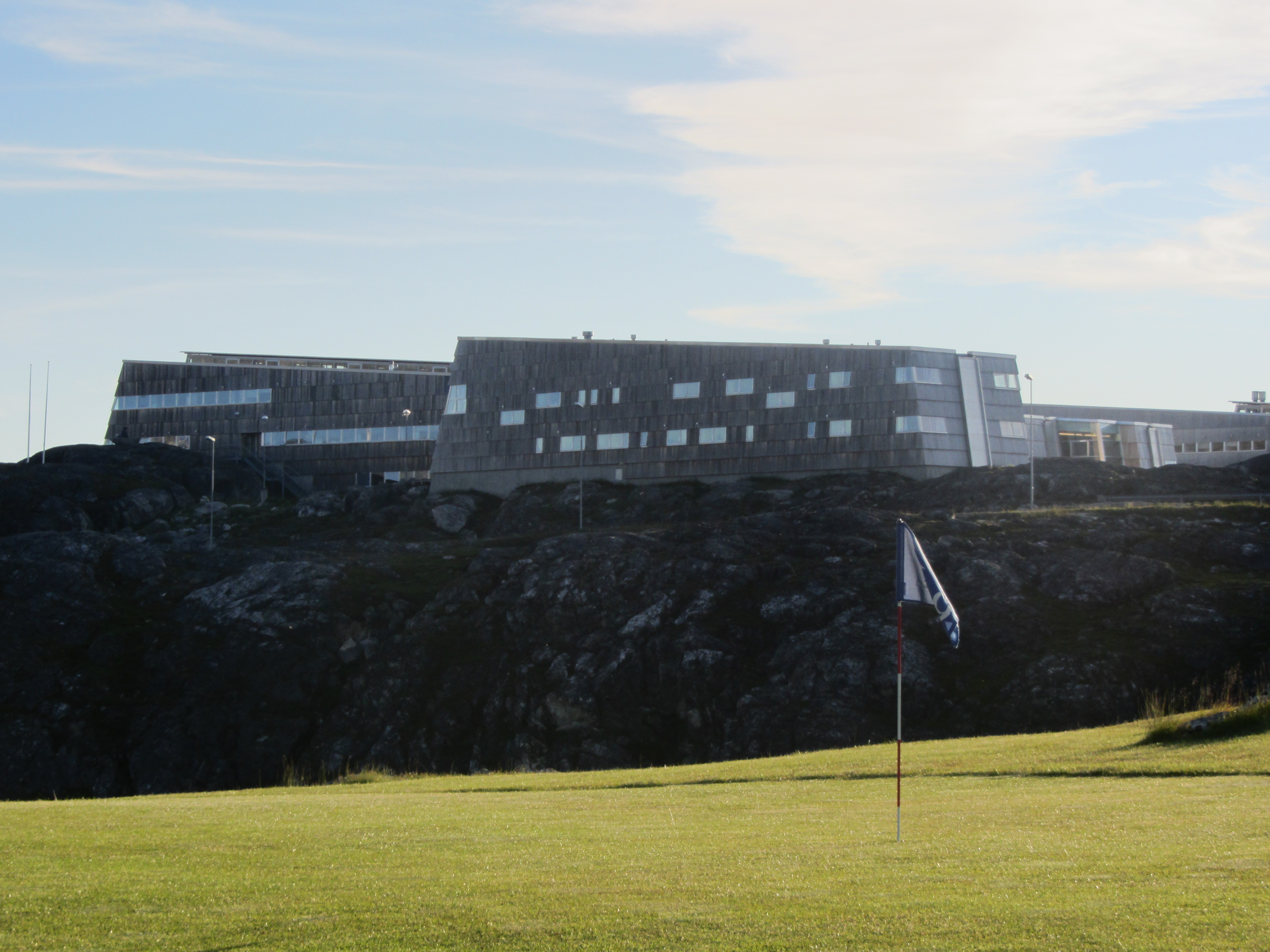
Grønlands Naturinstitut sett från Nuuks golfbana

Grönlands naturinstitut (grönländska: Pinngortitaleriffik) i Nuuk är det grönländska självstyrets centrum för naturforskning. Dess mål är att ge vetenskapligt underlag för ett hållbart utnyttjande av biologiska resurser i och kring Grönland, samt att säkra miljön och den biologiska mångfalden. Förutom lokaler i Nuuk och fältstationer på andra orter, använder institutet forskningsfartygen "Pâmiut" och "Sanna". 